# ファインケア
株式会社ファインケアは、埼玉県さいたま市南区に本社を置く介護事業の経営を行う企業で、株式会社ココカラファイングループの子会社である。

## 概要
当社は元々、ココカラファイングループの傘下企業で、ドラッグストア事業を行う株式会社ココカラファイン ヘルスケアの前身企業の1つである株式会社セイジョーの子会社で、介護事業を行っていたタカラケア株式会社が母体である。
2012年にグループ内の介護事業の再編が行われ、まず、タカラケアがココカラファインの子会社に移行して現社名に商号変更した後、セイジョーのライフサポート事業とココカラファイン傘下のリハワークス及びその子会社を吸収合併し、グループ内の介護事業を当社に集約した。
統合前の介護事業会社の拠点地の関係で、埼玉県・東京都の2都県での展開となっている。

## 沿革
- 2009年（平成21年）10月1日 - 株式会社セイジョーがタカラケア株式会社の全株式を取得して完全子会社化。
- 2012年（平成24年）
  - 2月1日 - 株式会社セイジョーが保有していたタカラケア株式会社の全株式を株式会社ココカラファイン（現：ココカラファイングループ）が取得して完全子会社化し、同時に、現社名に商号変更。
  - 4月1日 - 株式会社セイジョーのライフケアサポート部で運営していた介護事業を吸収分割によって継承し、同時に、2011年（平成23年）12月に株式会社ココカラファイン（現：ココカラファイングループ）が子会社化[1]した有限会社リハワークスとその子会社の株式会社元気を吸収合併[2]。
- 2013年（平成25年）
  - 3月 - 埼玉県狭山市に「ファインケアあおぞら（現・ファインケアあおぞら狭山）」を開設し、サービス付き高齢者向け住宅を開始。
  - 5月24日 - 東京都多摩市に「リハデイ ボナール多摩センター」を開設し、リハビリ特化型デイサービスを開始。
- 2017年（平成29年）
  - 4月1日 - 茨城県内の全事業所及び埼玉県内の一部事業所（8拠点・16ヶ所）を株式会社ソラストへ譲渡[3]。
  - 7月1日 - 埼玉県越谷市のリハビリ特化型デイサービス「リハデイ ボナール越谷せんげん台」を株式会社リップルへ譲渡[4]。
  - 10月1日 - グループ会社の株式会社シニアコスモス（同日付で同じグループ会社の株式会社ココカラファイン ヘルスケアへ吸収合併）から介護事業を継承し、居宅訪問介護事業所「ファインケアステーション」を東京都内に5ケ所（新宿・中野・調布・田園調布・用賀）開設[5]。
- 2018年（平成30年）1月1日 - グループ会社の株式会社山本サービスを吸収合併。これにより、同社の既存事業所を「ファインケアステーション千歳船橋」に改め当社の事業所として開設[6]。
- 2020年（令和2年）10月1日 - 株式会社夢源から訪問看護事業を継承し、「ファインケア訪問看護ステーション浦和」を開設[7]。